# Noáin (Valle de Elorz) – Noain (Elortzibar)
Noáin (Valle de Elorz) – Noain település Spanyolországban, Navarra autonóm közösségben. Noáin (Valle de Elorz) – Noain Unzué-Untzue, Tiebas-Muruarte de Reta, Beriáin, Galar, Aranguren, Unciti és Monreal-Elo községekkel határos. Lakosainak száma 8469 fő (2024).

## Népesség
A település népessége az elmúlt években az alábbi módon változott:
| Lakosok száma | 3972 | 4254 | 5322 | 6806 | 7566 | 7837 | 8115 | 8320 | 8367 | 8469 |
|               | 2001 | 2004 | 2007 | 2009 | 2012 | 2014 | 2017 | 2019 | 2022 | 2024 |